# 弗拉迪米尔·亚诺什
弗拉迪米尔·亚诺什（捷克語：Vladimír Jánoš，1945年11月23日—），捷克男子赛艇运动员。他曾代表捷克斯洛伐克参加1968年、1972年和1976年夏季奥林匹克运动会赛艇比赛，其中1972年奥运会获得一枚铜牌。